# Verrine

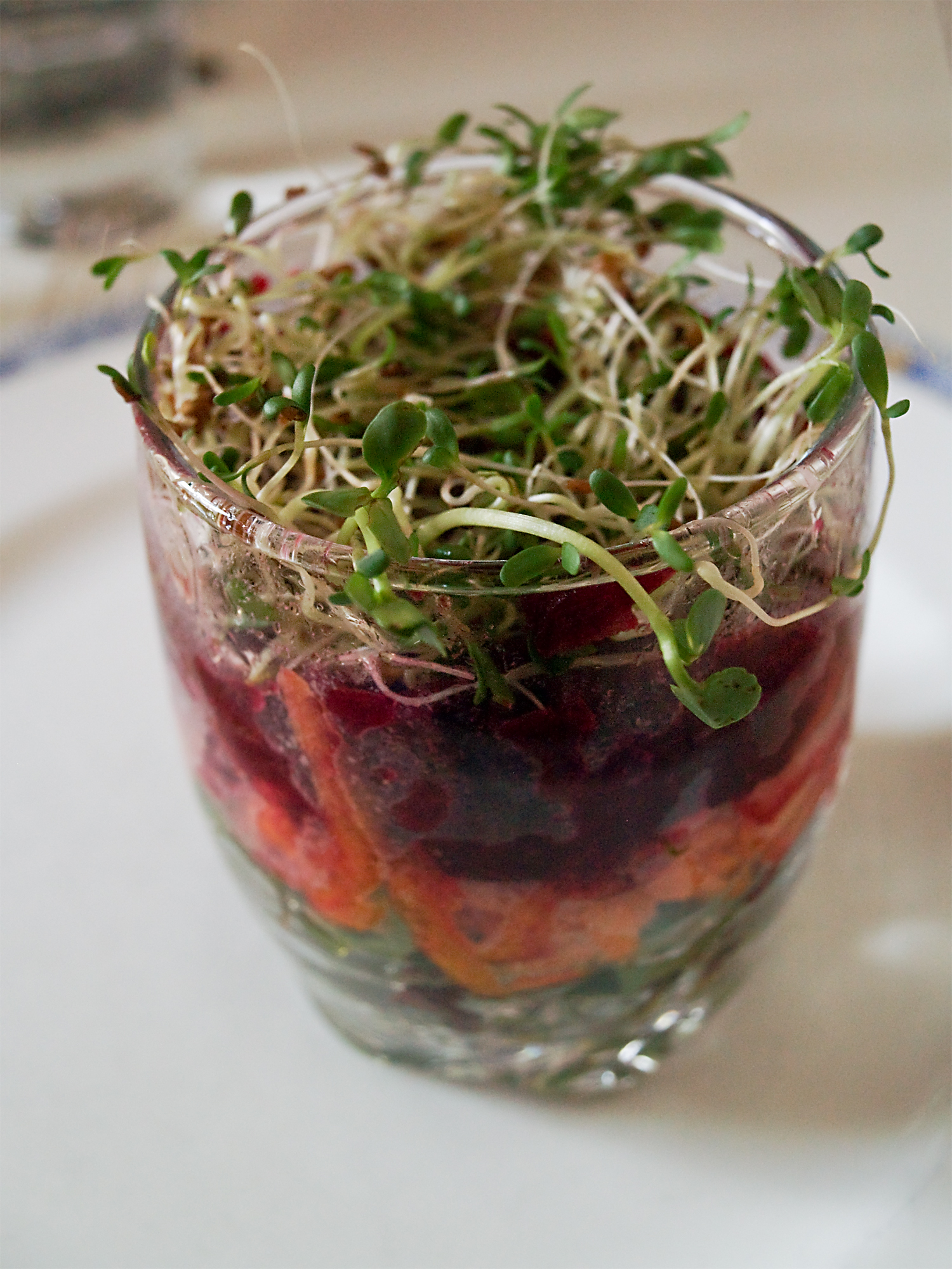
Um verrine

Verrine é a nomenclatura dada a pratos que são servidos em copos, normalmente pequenos. Trata-se de um prato da culinária moderna, normalmente usado para entradas e sobremesas.
São sobremesas em copinhos onde é possível misturar várias texturas e sabores.
Uma das vantagens das verrines é que possível criar sobremesas menos doces e menos gordurosas, porém tão atrativas como as sobremesas tradicionais.